# Axiopsis tsushimaensis
Axiopsis tsushimaensis är en kräftdjursart som beskrevs av Sakai 1992. Axiopsis tsushimaensis ingår i släktet Axiopsis och familjen Axiidae. Inga underarter finns listade i Catalogue of Life.